# In Extremo

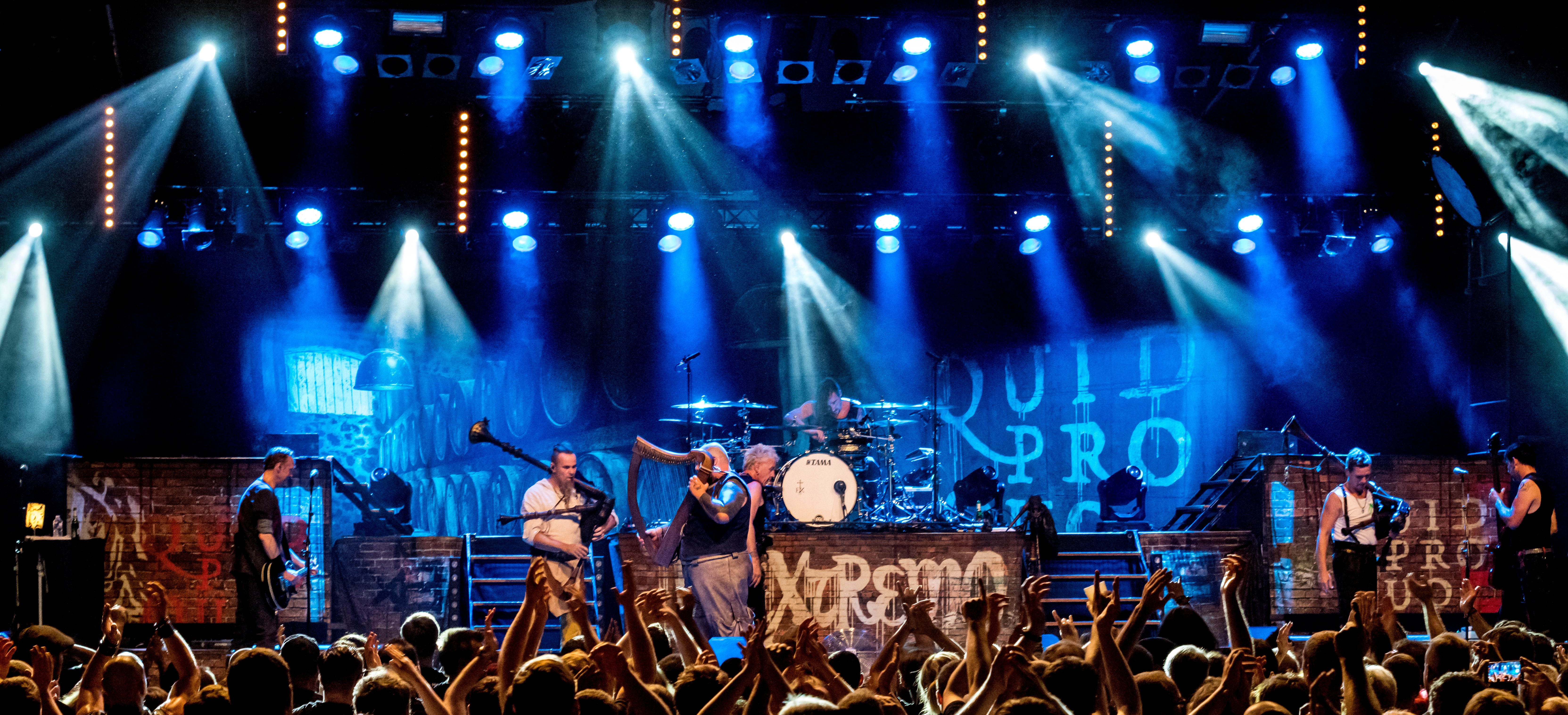
In Extremo, Sátor Fesztivál 2018 Freiburg, Németország

Az In Extremo egy 1995-ben Berlinben alakult héttagú német folk-rock / folk-metal zenekar. Jellegzetességük, hogy a zenéjükbe középkori elemeket kevernek. Eddig tizenegy stúdióalbumuk jelent meg.

## Történet
Az In Extremo két különálló projektként indult: egy név nélküli középkori együttesként és egy rockzenekarként. Akkoriban gyakran léptek fel középkori vásárokon, amelyeken akusztikus dalokat adtak elő. 1995-ben, az előttük álló fellépésekre való próbák során nevezte el Michael Robert Rhein a projektet latinul "In Extremo"-nak. Az együttes fellépései során előszeretettel használ pirotechnikát, tagjai pedig egytől egyig több hangszeren is játszanak.
Az együttes a modern hangszereket (dob, elektromos basszusgitár és gitár) vegyíti a középkori hangulatot idéző fellépések során használt akusztikus hangszerekkel. 1998-ig a két projekt külön futott, ez év áprilisában azonban Brandenburg tartományban, a Rabenstein várában megtartották első közös fellépésüket.
2001-es stúdióalbumukkal, a Sünder ohne Zügel cíművel először sikerült bekerülniük a német és az osztrák slágerlisták első tíz helyezettje közé.
A 2003-as 7 című lemez harmadik lett a német slágerlistákon, ám legnagyobb sikerüket a Sængerkrieg című lemezzel érték el, amely 2008-ban Németországban első helyezett lett a slágerlistákon. Ausztriában a 13. helyig, Svájcban pedig a 22. helyig jutott. A lemez kétszeres aranylemez lett az együttes hazájában.

## Kiadványok

### Albumok
| Év   | Cím                              | Megjegyzés |
| ---- | -------------------------------- | ---------- |
| 1997 | In Extremo (Gold)                |            |
| 1998 | Hameln                           |            |
| 1998 | Weckt die Toten!                 |            |
| 1998 | Die Verrückten sind in der Stadt | Koncert    |
| 1999 | Verehrt und angespien            |            |
| 2001 | Sünder ohne Zügel                |            |
| 2002 | Live 2002                        | Koncert    |
| 2003 | 7                                |            |
| 2005 | Mein Rasend Herz                 |            |
| 2006 | Raue Spree 2005                  | Koncert    |
| 2006 | Kein Blick Zurück                | Válogatás  |
| 2008 | Sængerkrieg                      |            |
| 2008 | Sængerkrieg Akustik Radio Show   | Koncert    |
| 2011 | Sterneneisen                     |            |
| 2013 | Kunstraub                        |            |

### Kislemezek
- 1996: Ai vis lo lop (Kazetta)
- 1997: In Extremo (Der Galgen)
- 1998: Ai Vis Lo Lop Vocal-Remix
- 1999: This Corrosion (Promo Maxi CD)
- 1999: Merseburger Zaubersprüche (Promo Maxi CD)
- 2000: Vollmond
- 2001: Unter dem Meer (Promo Maxi CD)
- 2001: Wind (Promo Maxi CD)
- 2003: Küss Mich
- 2003: Erdbeermund
- 2005: Nur ihr Allein
- 2005: Horizont
- 2006: Liam
- 2008: Frei zu sein
- 2008: Neues Glück
- 2011: Zigeunerskat
- 2013: Feuertaufe

### DVD
- 2002 Live 2002
- 2006 Raue Spree 2005

## Külső hivatkozások
- In Extremo hivatalos honlap
- Encyclopaedia Metallum adatlap